# Snoop’s Upside Ya Head
«Snoop’s Upside Ya Head» (с англ. — «Снуп в твоей голове») — сингл американского рэпера Snoop Doggy Dogg, с его альбома Tha Doggfather, который вышел 12 ноября, 1996 года, при участии Charlie Wilson. Продюсером сингла стал DJ Pooh.

## О сингле
Семплы для сингла были взяты из трек "I Don't Believe You Want to Get Up and Dance (Oops)" исполненный Gap Band.

## Музыкальное видео
Сюжет клипа состоит в том, что Snoop Doggy Dogg удается сбежать из электрического стула (Это относится к концу реального суда, по делу об убийстве Snoop, как позже суд постановил, что он не виновен), где после этого протестующие, заявляли: "мы любим Вас, Snoop". Более позднее, Snoop спасает репортера новостей и уезжает в её автомобиле, и ему удаётся сбежать от полицейских. Очевидно репортер новостей помог Snoop сбежать от полиции.
Позже, он выступает на открытом концерте, для его жаждущих поклонников, и в процессе был арестован полицейскими, и посажен в тюрьму. В то время как в тюрьме он выступает снова для заключённых, Snoop уже много лет (2021 год).
В главной роли клипа играет Vincent Schiavelli, как тюремный губернатор. Wilson как тюремная охрана и Uncle Junebug как старый Snoop, сидящий в тюрьме. DJ Pooh делает миниатюрное появление в клипе, как диджей в тюрьме.

## Список композиций
12-дюймовый сингл
- A1 "Snoop's Upside Ya Head (Radio Edit)"
- A2 "Snoop's Upside Ya Head (Instrumental)"
- B1 "Snoop's Upside Ya Head (Radio Edit)"
- B2 "Snoop's Upside Ya Head (Instrumental)"

CD-сингл
- "Snoop's Upside Ya Head (Radio Edit)"
- "Snoop's Upside Ya Head (Album Version)"
- "Snoop's Upside Ya Head (Instrumental)"

## Чарты
| Чарт              | Позиция |
| ----------------- | ------- |
| Australia Top 100 | 44      |
| Eurochart Hot 100 | 47      |
| UK Top 75         | 12      |
| US R&B Chart      | 37      |